# Храмовый комплекс Владимирской иконы Божией Матери в Потапове
Храмовый комплекс в честь Владимирской иконы Божией Матери в Потапове — строящийся православный храмовый комплекс Параскево-Пятницкого благочиния Московской городской епархии. Расположен в Южном Бутове на пересечении улиц Академика Понтрягина и Остафьевской около бывшей деревни Потапово. Настоятель — протоиерей Сергий Тришкин.
По завершении строительства должен включать в себя собор в честь Владимирской иконы Божией Матери, храм в честь великомученика и целителя Пантелеимона, а также духовный центр, воскресную школу, дом причта, водосвятную часовню и хозяйственные постройки.

## История
В конце 1998 года на месте предполагаемого строительства был установлен и освящён поклонный крест.
В 1999 году община была официально зарегистрирована.
В 2001 году были оформлены права на земельный участок для предполагаемого строительства. В конце 2001 года указом Патриарха Алексия II на приход был назначен настоятель — священник Сергий Тришкин.
3 июня 2006 года по благословению Патриарха Алексия II состоялась закладка первого камня.
Первая Божественная литургия во временном храме на месте строительства была совершена 30 сентября 2006 года. С этого времени богослужения во временном храме проводились регулярно вплоть до октября 2011 года.
9 августа 2009 года первая литургия была совершена в каменном храме великомученика и целителя Пантелеимона. 29 октября 2011 года в этом храме начались регулярные богослужения. В здании временного храма с января 2012 занимается приходская Воскресная школа. Отмечается, что, кроме большой воскресной школы, при храмовом комплексе Владимирской иконы Божией Матери действует военно-патриотический клуб «Шестая рота», клуб православных путешественников «Верный путь», детский хор.
К началу 2014 года на участке храмового комплекса, помимо малого храма великомученика и целителя Пантелеимона и звонницы, возведён дом причта.
В марте 2015 года проект православного духовного центра, строительство которого было запланировано в составе храмового комплекса, по решению Архитектурного совета Москвы был отправлен на доработку.
23 января 2022 года состоялось Великое освящение храма великомученика и целителя Пантелеимона. 
6 марта 2022 года состоялось Великое освящение нижнего яруса храма великомученика и целителя Пантелеимона в честь преподобного Серафима Саровского.